# Raumberg (Sächsische Schweiz)
Der Raumberg ist ein markanter Berg in der Sächsischen Schweiz in Sachsen.

## Lage und Umgebung
Der Raumberg befindet sich auf Ottendorfer Flur drei Kilometer südlich von Hinterhermsdorf in der Hinteren Sächsischen Schweiz nahe der Staatsgrenze zu Tschechien. Unmittelbar nördlich des Berges verläuft das tief eingeschnittene Kirnitzschtal. Nach dem Zweiten Weltkrieg war auf dem Gipfel ein hölzerner Vermessungsturm errichtet worden, dessen Reste noch sichtbar sind.
Der Raumberg gehört seit 1986 zum Naturschutzgebiet Großer Winterberg und Zschand. Heute liegt er in einer Kernzone des Nationalparks Sächsische Schweiz.

## Geologie
Der Raumberg ist einer der wenigen basaltischen Kegelberge im Elbsandsteingebirge. Flüssiges Magma drang im Tertiär entlang von Klüften und Verwerfungen in den Sandstein ein und erstarrte als Basalt. Zumeist blieben solche Schmelzen allerdings in der Sandsteintafel stecken und erkalteten dort. Die Erosion trug über die Jahrmillionen den umliegenden Sandstein stärker ab als den widerstandsfähigeren Basalt, so dass der Raumberg heute als markante, fast kreisrunde Kuppe die Landschaft überragt (Reliefumkehr).

## Königlich-Sächsische Triangulirung

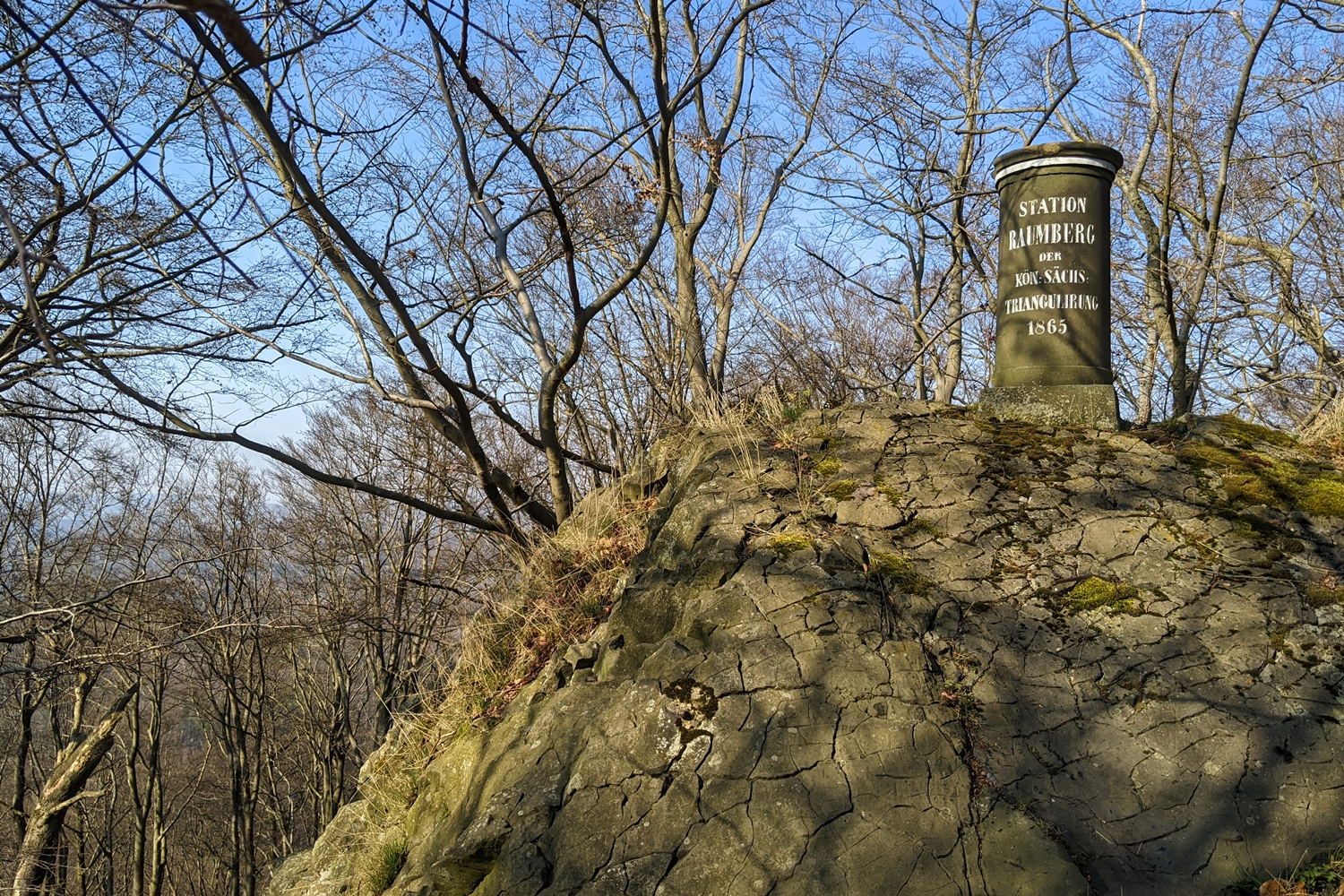
Anstehender Basalt und Triangulationssäule auf dem Raumberg

Der damals noch unbewaldete Raumberg war 1865 Bestandteil der Königlich-Sächsische Triangulirung. Dafür wurde auf dem Gipfel eine Sandsteinsäule als Station 2. Ordnung errichtet.

## Wege zum Gipfel
Ein Besuch des Berges ist seit der Einrichtung der Nationalparks Sächsische Schweiz nicht mehr gestattet. Der alte, historische Aufstieg (Raumbergkuppenweg) führte von Osten gegen den Uhrzeigersinn um den Berg herum verlaufend zum Gipfel.

## Aussicht
Wegen des hohen Waldbestandes besteht vom Raumberg keine Aussicht.